# Aage Jepsen Sparre
Aage Jepsen Sparre, omkring 1462-1540, var ærkebiskop i Lund stift 1519–1532. Han var søn af Jep Tullesen til Skurup (Svanholm) i Skåne og Else Henningsdatter Meinstrup.
1483 blev han indskrevet ved Greifswald Universitet og tog her 1490 magistergraden. Fra 1511 nævnes han som kannik i Lund, fik senere degnedømmet i kapitlet og blev ved ærkebiskop Birger Gunnersens død 10. december 1519 straks af kapitlet valgt til hans efterfølger. Ved samme lejlighed skal der af rigsrådet være blevet taget en bestemmelse om, at kun adeligfødte måtte vælges til biskopper; dette behagede i alt fald ikke Christian 2., der forkastede valget og indsatte sin langt yngre og langt dygtigere, borgerligfødte sekretær Jørgen Skodborg, medens paven havde udnævnt kardinal Paolo Emilio dei Cesi til ærkebiskop.

## Christian 2. indsætter sine egne mænd
Efter Jørgen Skodborgs flugt indsatte Christian 2. først Didrik Slagheck, derpå Johan Weze som ækebiskop, og først da denne i april 1523 var gået i landflygtighed med Christian 2., tiltrådte Sparre ærkesædet, men det lykkedes ham ikke at opnå pavelig konfirmation, da kardinalen stadig stod i vejen.

## 1524 overgiver Malmø sig til Frederik 1.
I januar 1524, efter Malmøs overgivelse til Frederik 1., modtog han tillige med Albert Jepsen Ravensberg på kongens vegne troskabseden af borgerne. Selvfølgelig måtte han både som adelsmand og som gejstlig slutte sig til Frederik 1. Efter at Søren Norbys opstand i Skåne var dæmpet i 1525, bidrog han således til, at mester Christiern Pedersen måtte flygte til Christian 2.
En tid syntes det dog, som om Jørgen Skodborg skulle vinde anerkendelse både hos paven og Frederik 1.; men da oven i købet borgerliges udelukkelse fra bispedømmerne var fastslået i Frederik 1.'s håndfæstning, så udstedte kongen og en del verdslige rigsråder 19. august 1526 en erklæring om, at Sparre skulle beholde Lunde stift, indtil der af kongen og rigsrådet var fældet dom mellem ham og Skodborg, og at stiftet i hvert fald ikke skulle fratages ham, selv om en sådan dom gik ham imod, før de 3000 rhinske gylden, som han havde lånt kongen under Søren Norbys fejde, var tilbagebetalt.
Dette var således den sum, som kongen tjente ved denne handel; desuden havde Sparre hos fuggerne i Rom måttet deponere 5000 dukater, der skulle anvendes til den pavelige konfirmation. Til en sådan rigsrådsdom kom det aldrig, og Sparre beholdt således stiftet i kraft ikke af pavens, men kongens magt, og da han ikke havde pavelig indvielse, stod han i mange henseender magtesløs over for det stærke røre, som nu brød ud i Skåne, efter at Claus Mortensen Tøndebinder 1527 var optrådt i Malmø, understøttet af Jørgen Kock.
Han nedlagde et forbud mod hans prædiken; Claus Mortensen forlod også byen og drog til Haderslev, men da han næste år (1528) kom tilbage tillige med Hans Spandemager og forsynet med kongeligt beskærmelsesbrev, stævnede Sparre dem begge til en religionsdisputats for at overbevise dem om kætteri, men de mødte ikke, hvorpå Sparre udsendte en advarselsskrivelse til indbyggerne i Malmø. Dette fremkaldte atter et modskrift af Peder Laurentsen, der var blevet læsemester i Malmø.

## Torbern Bille afløser 1532
Sparre skildres som en from og gudfrygtig mand, men uden større åndelig dygtighed. Til sidst blev han træt af den frugtesløse kamp; han var også nu omkring 70 år gammel og trængte til afløsning af yngre kræfter. I juli 1532 oplod han sin stilling til dekanen i kapitlet, mester Torbern Bille, der dog måtte udstede bindende forpligtelser til Frederik 1., inden sagen gik i orden.
Sparre forbeholdt sig stillingen som dekan i kapitlet samt forleningen med de to nonneklostre: St. Peders i Lund og Bosø, samt flere andre indtægter. I den følgende tid spillede han ingen rolle. Til den store rigsdag 1536 indkaldtes også "Electus antiqvus Mester A."; i rigsdagsrecessen nævnes han imidlertid ikke blandt rigsråderne, men har beseglet øverst blandt den skånske adel.
Senere kaldes han dog atter i kongebreve "vor Mand og Raad". Han havde, i alt fald en tid lang, del i Skurupgård sammen med sine brødre, var i besiddelse af ikke ringe formue og havde pant i forskellige hovedgårde. 12. oktober 1540 gjorde han testamente, og kort efter døde han.